# Días extraños
Días extraños (título original: Strange Days) es una película estadounidense del subgénero ciberpunk de 1995, dirigida por Kathryn Bigelow con guion de Jay Cocks y James Cameron. Está protagonizada por Ralph Fiennes, Juliette Lewis, Angela Bassett, Tom Sizemore, Michael Wincott, Vincent D'Onofrio, Josef Sommer y Glenn Plummer en los papeles principales.
Obtuvo cuatro nominaciones y dos galardones: el Premio Saturn 1996 a la mejor directora (Kathryn Bigelow) y a la mejor actriz (Angela Bassett).

## Sinopsis
Ambientada en los últimos días de diciembre de 1999, en medio de unos caóticos festejos por el fin del milenio y de un trasfondo de altercados civiles y opresión de las fuerzas del orden, el inoportuno asesinato de «Jerico 1», un rapero que predicaba la rebelión civil, amenaza con llevar las calles al colapso.
Todo el mundo parece haber sucumbido a los febriles festejos del fin del milenio y los que no lo hacen andan enganchados a una tecnología ilegal (SQUID) que permite experimentar como propios los recuerdos y sensaciones grabados por otros. Lenny Nero (Fiennes), un antiguo policía reconvertido en traficante de estos discos de experiencias, es un fracasado incapaz de superar la relación que mantuvo con su antigua novia Faith (Lewis), aferrándose a sus propias grabaciones pasadas para huir de la realidad. Sin embargo, Lenny se verá arrastrado de vuelta a esta cuando comienza a recibir una serie de discos grabados por un retorcido asesino que podría andar detrás de su exnovia.
Ayudado por una amiga que trabaja de chófer de limusinas (Mace) y un amigo detective (Max), intentarán dar con el asesino. Mientras tanto, la ciudad explota ante la tremenda represión a la que se ve sometida por la policía.

## Reparto
- Ralph Fiennes - Lenny Nero
- Angela Bassett - Lornette "Mace" Mason
- Juliette Lewis - Faith Justin
- Tom Sizemore - Max Peltier
- Michael Wincott - Philo Gant
- Vincent D'Onofrio - Burton Steckler
- William Fichtner - Dwayne Engelman
- Glenn Plummer - Jeriko One
- Brigitte Bako - Iris
- Josef Sommer - Palmer Strickland
- Nicky Katt - Joey Corto
- Richard Edson - Tick
- Michael Jace - Wade Beemer
- David Packer - Lane

## Producción

### Desarrollo

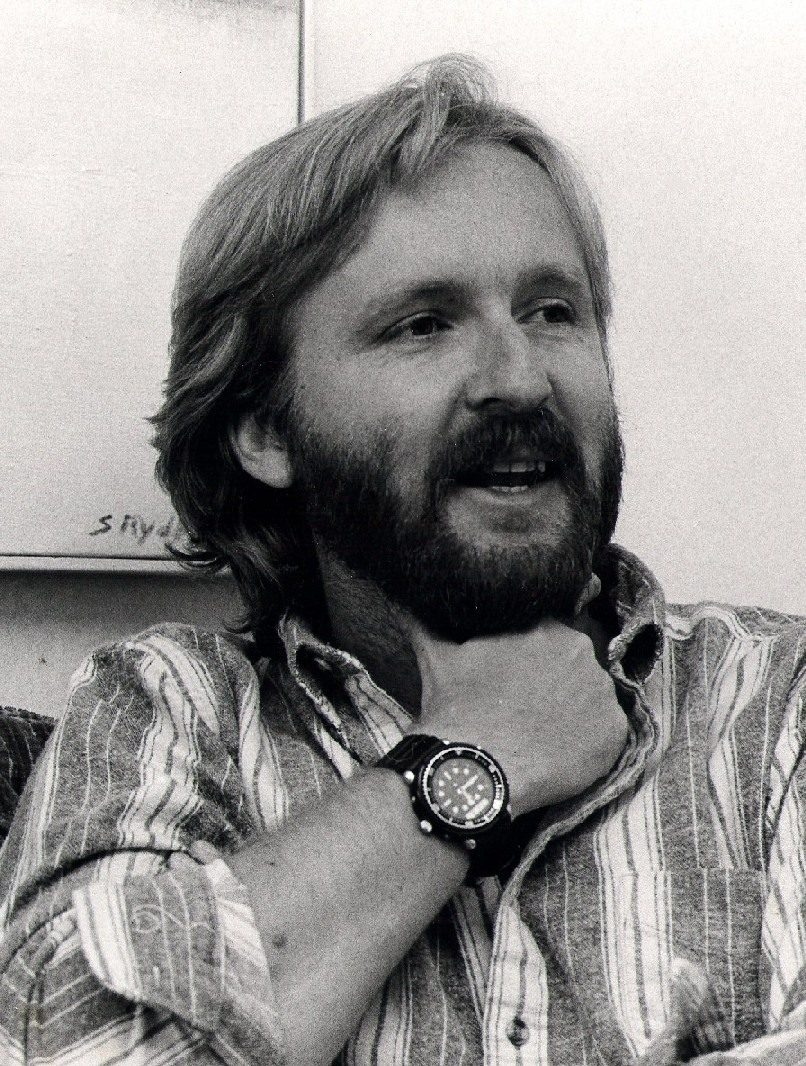
James Cameron ideó el guion en 1986.

La idea inicial del guion surgió de James Cameron quien presentara la historia de la película a su entonces esposa Kathryn Bigelow. Ambos coescribieron la trama social y política y el resultado se lo presentaron al guionista Jay Cocks para que lo puliese. Posteriormente Bigelow declaró que la atmósfera tras algunos sucesos de principios de los 90 (el juicio de Lorena Bobbitt, los disturbios raciales de 1992 en Los Ángeles tras la paliza policial a Rodney King) la motivaron aún más para filmar la película. Cameron participó en la producción, guion y montaje de la película. Su trabajo junto a Jay Cocks en el guion fue alabado por la crítica y nominado a los Premios Saturn de 1995, el cual fue entregado finalmente a la película dirigida por David Fincher Seven.

### Casting
Andy Garcia era el candidato para ser el protagonista y el cantante Bono de la banda U2 iba a ser Philo Gant, pero al final los actores Ralph Fiennes, Ángela Bassett y Juliette Lewis fueron los elegidos. El papel de Fiennes en Schindler's List había impresionado a Bigelow, aunque Cameron hubiese preferido a un actor menos elegante. Para Bassett no hubo discusión, mientras que Lewis se ganó el papel por sus dotes como cantante ya que no querían doblarla, el resultado fue uno de los momentos más recordados del film cuando Lewis canta de forma desgarrada «Hardly Wait». Años después Lewis formaría su propia banda llamada Juliette and The Licks.

### Rodaje
Comenzó en junio de 1994 y se llevó a cabo en Los Ángeles durante 77 noches. La escena del concierto al final de la película fue rodada en Flower Street, entre el Westin Bonaventure Hotel y la biblioteca Los Angeles Public Library. 50 policías fueron contratados para que controlasen a las 10.000 personas que pagaron 10 dólares para asistir al rodaje y ejercer como extras. Se contrató a los promotores de fiestas Moss Jacobs y Philip Blaine, además de artistas de música tecno como Aphex Twin, Deee-Lite, y otras bandas. Se dice que el concierto costó 750.000 dólares.
Las escenas más difíciles de rodar fueron las subjetivas de los discos SQUID. Construir la cámara para poder meter al espectador dentro del cuerpo de otra persona llevó un año entero.

### Banda sonora
Según el supervisor de la banda sonora, Randy Gerston, se eligió música internacional de diferentes estilos ya que esto creaba una atmósfera futurista y global. Se incluyeron canciones del dúo francés Deep Forest, el trip hop del británico Tricky, y el rock alternativo de la banda Skunk Anansie, que aparece en la película en el concierto de la parte final.

## Recepción y crítica
Estrenada y promocionada en el Festival de Venecia (Italia) en septiembre de 1995, no fue demasiado bien acogida por la crítica en sus inicios ni tampoco tuvo gran éxito en taquilla recaudando 8 millones de dólares frente a un presupuesto de 42 millones. Con el paso del tiempo se ha realizado una revaluación de la crítica profesional más positiva alcanzando la consideración de película de culto. Roger Ebert, en 1995, así lo afirmaba apoyado en tres características: la perspectiva de un futuro convincente; un protagonista "humano" con sus defectos y errores, alejado del arquetipo de héroe, que posee un pasado oscuro y complicado; y el uso de un lenguaje o jerga futurible convincente. Además, el filme aporta principalmente un nuevo estilo visual sostenido en su mayor parte por escenas subjetivas en primera persona. Escenas que, aun con el paso del tiempo, poseen un estilo único difícilmente repetible con igual sensación de realismo e inmersión en la acción.
Al margen de la trama de un thriller futurista y apocalíptico, la película revela una crítica a una sociedad de finales del siglo XX de relaciones humanas frías, interesadas y caóticas en medio de la cultura del placebo y las nuevas tecnologías. Muestra del trasfondo apocalíptico, y característico de la sociedad del cambio de siglo, es la frase del actor Tom Sizemore, en el personaje de Max, cuando dice a Lenny Nero:

"Lo importante no es estar paranoico, sino si estás lo bastante paranoico".

### Crítica profesional
En julio de 2022 la película registra valoraciones mayoritariamente positivas en los portales de información cinematográfica y entre la crítica profesional. En IMDb con 71.578 votaciones obtiene una media ponderada de 7,1 sobre 10. En FilmAffinity, además de estar incluida en su listado "Mejores películas de ciencia ficción" (141.ª posición), obtiene una media de 6,7 sobre 10 con 20.355 votos de los usuarios del portal. En el agregador de críticas Rotten Tomatoes obtiene la calificación de "fresco" para el 65% de las 52 críticas profesionales evaluadas, cuyo consenso destaca "se esfuerza por aprovechar al máximo su premisa futurista, pero lo que queda sigue siendo una fantasía de ciencia ficción razonablemente agradable y bien dirigida", y para el 73% de las más de 25.000 evaluaciones de los usuarios del portal. En Metacritic tiene una valoración de 66 sobre 100 evaluando 33 críticas profesionales y una puntuación media de 8,3 sobre 10 basada en 94 valoraciones de los usuarios del portal.
Antonio Albert en la revista Cinemanía la consideró "thriller impactante, original, trepidante". Ricardo Rosado en su reportaje para la revista Fotogramas "Las 10 películas de Kathryn Bigelow, de mejor a peor", publicado en 2011, le otorgó la quinta posición si bien en 2008 la misma revista le otorgó 3 de 5 estrellas. Miguel Ángel Palomo en el diario El País destacó de la película "muchas pretensiones para pocos resultados. Como entretenimiento está bien y el reparto funciona, pero poco más". Owen Gleiberman de Entertainment Weekly destacó "es como como si Philip K. Dick hubiera recableado el cerebro de Brian de Palma(...) Excitante y febril". La redacción de Time Out la calificó de "cine fallido, pero a menudo brillante y provocador". William Thomas para Empire le concedió 4 de 5 estrellas afirmando "tiene fallos(...) Pero Bigelow ha encapsulado un millón de paranoias bajo una sola apariencia y su ejecución bordea lo sublime". Todd McCarthy en la revista Variety consideró que la película es un "Tour de force técnico para Kathryn Bigelow y su equipo, está menos lograda en la exposición de personajes, emociones y ambigua agenda sociopolítica". Finalmente la periodista Janet Maslin en The New York Times alabó la cinta destacando "un viaje inquietante, pero innegablemente apasionante".

## Premios
- Premios Saturn: 2 premios y 3 nominaciones.
- Premios CFCA: una nominación.